# Pergalumna bryani
Pergalumna bryani är en kvalsterart som först beskrevs av Arthur P. Jacot 1934.  Pergalumna bryani ingår i släktet Pergalumna och familjen Galumnidae.

## Underarter
Arten delas in i följande underarter:
- P. b. bryani
- P. b. marquesi
- P. b. uapoui